# International Police Association

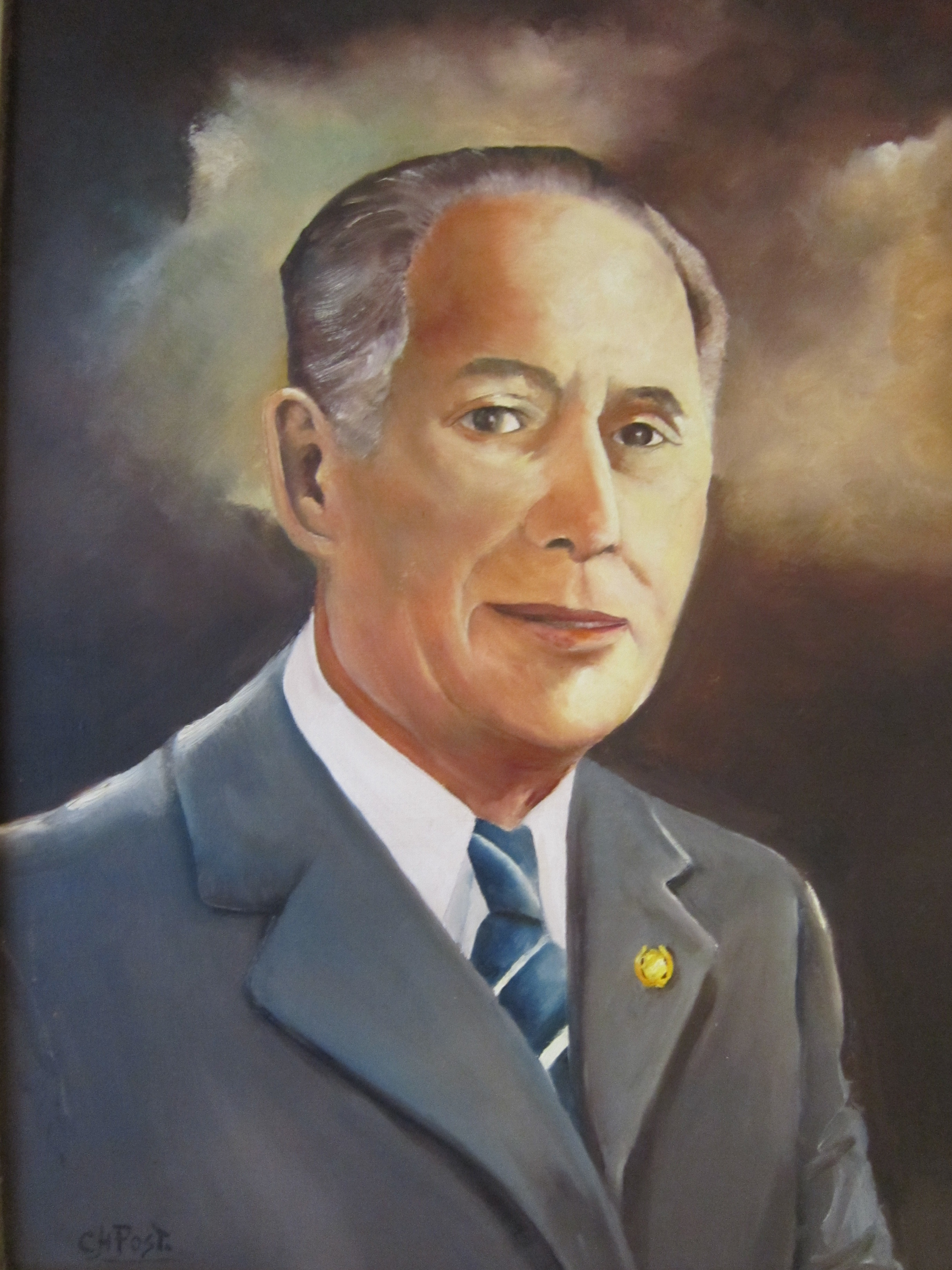
Arthur Troop

L'International Police Association (IPA) è la più grande organizzazione associativa tra appartenenti alle forze di polizia al mondo.

## Storia
L'associazione venne fondata il 1º gennaio 1950 da Arthur Troop (1915 - 2000), un sergente di polizia nato a Lincoln, nella contea inglese di Lincolnshire. L'I.P.A. conta oggi più di 400 000 iscritti in 68 paesi al mondo.
Il motto dell'associazione è la frase in esperanto "Servo per Amikeco" (Servire attraverso l'amicizia), e simboleggia l'impegno nell'incoraggiare incontri e scambi tra diversi appartenenti alle varie organizzazioni di polizia al mondo.

## Il castello di Gimborn

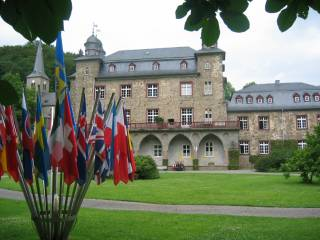
Il castello di Gimborn

Il  castello di Gimborn è un centro di studi e informazioni continue per i poliziotti di qualsiasi funzione e grado, a livello internazionale. È l'unica istituzione privata di formazione continua al mondo che si rivolge agli appartenenti all'organizzazione, e alcune migliaia di persone si avvalgono dei suoi seminari ogni anno.
Gli argomenti che vengono trattati spaziano dalla società moderna ed il ruolo che la polizia vi può giocare, al terrorismo, dallo studio del traffico nel futuro alla delinquenza giovanile, alla sicurezza o alla tossicodipendenza.
Il castello di Gimborn risale all'inizio del Medioevo, si trova in Germania a Marienheide, a circa 50 chilometri dalla città di Colonia. In un antico documento della parrocchia di San Gereone di Colonia, risalente al XV secolo il castello è menzionato come feudo.
L'attuale proprietario è il Barone di Furstenberg, che nel 1969 diede in affitto la maggior parte dell'edificio all'IBZ, il Centro Internazionale di Studi e di Formazione dell'International Police Association.

## Le Case I.P.A.
Le "Case I.P.A." sono strutture ricettive costituite in appartamenti o case di proprietà delle sezioni nazionali che vengono affittate per brevi periodi e a prezzi di favore agli associati.
Allo stato attuale sono circa una sessantina le case I.P.A. sparse al mondo in 20 paesi (Australia, Belgio, Danimarca, Finlandia, Francia, Germania, Grecia, Irlanda, Israele, Italia, Lussemburgo, Norvegia, Paesi Bassi, Polonia, Portogallo, Regno Unito, Romania, Spagna, Sudafrica, Svezia, Svizzera e Ungheria).
A queste si affiancano numerose altre strutture di proprietà di associati, che mettono a disposizione le loro case private.